# Adolf Schirmer
Adolf Schirmer (født 1. oktober 1850 i Kristiania, død 11 august 1930 i Bærum) var en norsk arkitekt. Han var søn af Heinrich Ernst Schirmer og bror til Herman Major Schirmer.
Schirmer uddannedes til arkitekt 1872—74 hos sin fader, senere ved Bauakademie i Berlin og École des Beaux-Arts i Paris. 1874—86 virkede han i Oslo som privat arkitekt, indtil han 1887 blev ansat som bygningsinspektør for statens bygninger i og ved Oslo og tillige som konsulent for regeringens departement i byggesager. Af hans bygninger, som væsentlig tilhører tiden forud for hans offentlige ansættelse 1887, kan nævnes den smukke Sparebank i Trondhjem og Privatbanken sammesteds, det først 1924 fuldførte Kunstmuseum samt den ny Toldbodbygning i Oslo. Adolf Schirmers bygninger forener en livfuld kraft med aristokratisk ro i masserne og finhed i detaljen og hører blandt det bedste, som i Norge er frembragt i den italienske renæssances formsprog. Han trådte tilbage fra sit embede 1920.